# Dhaulagirius altitudinalis
Dhaulagirius altitudinalis is een hooiwagen uit de familie Epedanidae.